# Michał Blecharczyk
Michał Blecharczyk (* 26. August 1905 in Raba Niżna, Bezirk Limanowa; † 10. November 1965 in Tarnów) war ein polnischer römisch-katholischer Geistlicher und Weihbischof in Tarnów.

## Leben
Michał Blecharczyk besuchte die Grundschule in Raba Niżna sowie später das Gymnasium in Nowy Targ und das Kleine Seminar in Tarnów. Nachdem er 1927 das Abitur erlangt hatte, studierte er Philosophie und Katholische Theologie am Priesterseminar in Tarnów. Am 26. März 1932 empfing Blecharczyk durch den Bischof von Tarnów, Leon Wałęga, das Sakrament der Priesterweihe.
Blecharczyk war zunächst als Pfarrvikar und Katechet in Ciężkowice (1932–1936) und in Baranów Sandomierski (1936–1939) tätig. Daneben erwarb er nach weiterführenden Studien 1938 an der Jan-Kazimierz-Universität in Lemberg mit der Arbeit Miłość Boża w nauce św. Franciszka Salezego („Göttliche Liebe in der Lehre des heiligen Franz von Sales“) einen Magister Theologiae. Ab 1939 war er Pfarrvikar in Brzesko sowie Kaplan und Religionslehrer am dortigen Józef-Piłsudski-Gymnasium. Während der deutschen Besetzung Polens setzte Blecharczyk heimlich seine Tätigkeit als Religionslehrer fort und fungierte als einer der Mitorganisatoren des geheimen Schulunterrichts in der Region Brzesko, nachdem durch die deutschen Besatzer Schulen geschlossen und der Unterricht in polnischer Sprache verboten worden war. Ferner gehörte er der geheimen Prüfungskommission für die Region Brzesko an. 1945 wurde Michał Blecharczyk Spiritual und Professor für Liturgiewissenschaft am Priesterseminar in Tarnów. Außerdem war er Leiter der dortigen Marianischen Kongregation und gründete die Zeitschrift Sodalis Marianus. 1949 wurde Blecharczyk an der Jagiellonen-Universität in Krakau mit der Arbeit O twórczości Augusta Cieszkowskiego („Über die Werke von August Cieszkowski“) zum Doktor der Theologie promoviert. Ab 1951 lehrte er zusätzlich Apologetik. 1953 wurde Michał Blecharczyk Pfarrer und Dechant in Bochnia. Dort engagierte er sich maßgeblich für die Erhaltung des historischen Glockenturms aus dem 17. Jahrhundert und für die Restaurierung des wundertätigen Gemäldes Unserer Lieben Frau von Bochnia im Heiligtum St. Nikolaus sowie für die Renovierung der Kapelle Unserer Lieben Frau von den Engeln im Stadtteil Murowianka. Am 19. April 1958 verlieh ihm Papst Pius XII. den Titel Päpstlicher Geheimkämmerer.
Papst Pius XII. ernannte ihn am 6. Juli 1958 zum Titularbischof von Ios und zum Weihbischof in Tarnów. Der Erzbischof von Lemberg und Apostolische Administrator von Krakau, Eugeniusz Baziak, spendete ihm am 5. Oktober desselben Jahres in der Herz-Jesu-Kirche in Tarnów die Bischofsweihe, Mitkonsekratoren waren der Bischof von Przemyśl, Franciszek Barda, und der Weihbischof in Tarnów, Karol Pękala. Als Weihbischof war Michał Blecharczyk zudem Dechant des Stadtdekanats Tarnów und ab 1960 Scholaster des Tarnówer Domkapitels.
Michał Blecharczyk starb am 10. November 1965 in Tarnów und wurde auf dem Friedhof von Raba Niżna beigesetzt.